# Grevbäcks distrikt
Grevbäcks distrikt är ett distrikt i Hjo kommun och Västra Götalands län. 
Distriktet ligger norr om Hjo vid västra stranden av Vättern. 

## Tidigare administrativ tillhörighet
Distriktet inrättades 2016 och utgörs av en del av området som till 1971 utgjorde Hjo stad, området som före 1952 utgjorde Grevbäcks socken.
Området motsvarar den omfattning Grevbäcks församling hade vid årsskiftet 1999/2000.